# Sløborn
Sløborn è una serie televisiva tedesco-danese prodotta da Syrreal Entertainment, ZDF, Tobis Film e Nordisk Film. La serie è stata scritta da Christian Alvart, che ha agito come regista, sceneggiatore, produttore e cameraman. Emily Kusche e Wotan Wilke Möhring interpretano i ruoli principali. Sløborn ha avuto la sua prima televisiva con una trasmissione di quattro episodi su ZDFneo il 23 luglio 2020. Lo stesso giorno, l'intera stagione è stata pubblicata per la prima volta su ZDFmediathek. Il 24 luglio, la serie è stata rilasciata su Blu-ray e DVD in Germania, Austria e Svizzera.

## Trama
Sløborn è un'isola (immaginaria) tedesca del Mare del Nord vicino al confine con la Danimarca. Mentre ci sono notizie sui media di una malattia infettiva che si verifica all'estero, l'influenza dei piccioni, scene quotidiane si svolgono lì: la quindicenne Evelin Kern nota di essere incinta dal suo insegnante Milan Gruber; i suoi genitori vogliono separarsi, tra l'altro perché sua madre sta realizzando un progetto alberghiero al largo della costa di Sløborn, ma suo padre vuole lavorare come scienziato a Berlino. Il noto autore Nikolai Wagner è uno dei visitatori dell'isola turistica, che è qui su invito della libraia Merit Ponz per tenere una lettura. Wagner sta lavorando a un nuovo romanzo. È al verde, alle prese con la tossicodipendenza e il blocco dello scrittore. Il danese Magnus Fisker sta tornando a Sløborn per guidare un progetto di riabilitazione con giovani che hanno commesso reati e per aiutarli a sistemare una fattoria fatiscente. Evelin difende il suo compagno di classe Hermann, il figlio del poliziotto locale, vittima di bullismo da parte dei suoi compagni di classe. 
Quando una barca a vela si incaglia sulla costa dell'isola, i giovani Fiete, Louis e Ole, oltre a Hermann, che pubblica anche un video, trovano a bordo i corpi di una coppia americana. Rubano gli oggetti di valore e i cellulari della coppia e lasciano la barca. Con l'aiuto di Hermann, Fiete trova le registrazioni sul cellulare che dimostrano che la coppia si ammalò e morì di "influenza dei piccioni". Poco dopo, due dei tre adolescenti hanno iniziato a mostrare i sintomi. I due adolescenti malati vengono in ospedale e uno, Ole, muore dopo poco tempo. Anche altri residenti dell'isola che hanno avuto contatti con gli infetti si sono ammalati. Sløborn è isolato, tra le altre cose, vengono ordinati esami del sangue, l'obbligo di indossare maschere e un coprifuoco, che è applicato in modo restrittivo dalla Bundeswehr. Una variante mutata del virus si trova a Evelin. Il suo amante Gruber muore, ma lei è apparentemente immune nonostante i sintomi lievi. Viene quindi portata via dall'isola per ulteriori indagini. 
Viene portata in una clinica a Kiel nello Schleswig-Holstein, dove incontra altri pazienti sui quali si intende condurre una ricerca sulla produzione di un antidoto che porterebbe alla morte del paziente. In preda al panico, Evelin fugge dalla clinica. Incontra suo padre, che vuole portarla nel suo laboratorio a Berlino. Anche lei diffida di lui, fugge dalla sua macchina e torna a Sløborn con l'aiuto di un peschereccio. La resistenza contro le massicce violazioni dei loro diritti fondamentali si sta formando tra i residenti dell'isola. Insieme a Hermann Evelin scopre che l'isola dovrebbe essere evacuata al fine di isolare tutti i casi sospetti di infezione, infetti o meno, dal resto della popolazione. Evelin sospetta che per i residenti finora non infetti di Sløborn questo significhi una certa infezione e quindi la morte. A causa di questo, lei ei suoi fratelli evacuano, così come Magnus Fisker e il suo gruppo di giovani. Fisker resiste alla Bundeswehr e viene fucilato, così che Evelin, i suoi fratelli, Nikolai Wagner, che ha terminato il suo romanzo sull'isola, e il gruppo di giovani sono gli unici rimasti sull'isola. Sull'autobus che viene utilizzato per evacuare la madre dei quattro bambini, anche uno degli altri passeggeri mostra improvvisamente sintomi di malattia. È vero che i malati non sono isolati dai sani e che questo non era previsto. L'ulteriore destino dei residenti evacuati non è stato chiarito.

## Produzione
La serie originariamente aveva il titolo provvisorio "Slow Burn", perché secondo l'autore e regista Christian Alvart l'idea alla base della serie è quella di raccontare una catastrofe al rallentatore. Da questo si è sviluppato il nome finale Sløborn, che dovrebbe indicare il luogo di azione nella zona di confine con la Danimarca con la lettera "Ø". Il concept della serie è stato progettato per quattro stagioni.
Le riprese si sono svolte dal 28 agosto 2019, tra gli altri luoghi sull'isola di Norderney nella Frisia orientale e nella località balneare polacca di Sopot. Alcune scene sono state girate nella zona dell'ex siluro Hexengrund della Luftwaffe Munitionsanstalt 3 / I su Putziger Wiek, parte della baia di Danzica vicino a Gdynia.
In post-produzione da dicembre 2019 a fine maggio 2020, sono stati discussi anche alcuni riferimenti all'attuale pandemia di coronavirus e ai suoi effetti collaterali. Ad esempio, sono state indicate informazioni sulla situazione attuale come: "Devo bere disinfettante adesso?" Tuttavia, la considerazione di ZDF di trasmettere la serie in una data successiva a causa dell'attuale pandemia è stata respinta.

## Ricezione
Il primo episodio di Sløborn ha raggiunto 0,69 milioni di telespettatori tedeschi quando è stato trasmesso per la prima volta il 23 luglio 2020 in prima serata su ZDFneo. Ciò corrispondeva a una quota di mercato del 2,4 percento. Gli altri episodi hanno raggiunto una quota di mercato del 2,2, 1,6 e 1,5% il 23 luglio. "Con nessun altro programma, la gamma è stata corretta verso l'alto tanto quanto con la serie ZDFneo. Era fino a 180.000 spettatori più in alto - questo fa una grande differenza. L'episodio più forte ora ha raggiunto 690.000 spettatori e altro ancora Le conseguenze sono state appena inferiori. E venerdì il mezzo milione di telespettatori è stato chiaramente superato. Ciò ha aiutato la quota di mercato, che è salita a oltre il tre per cento in tarda serata ".